# Jampa Gyatso (Ganden tripa)
Jampa Gyatso  (1516-1590) was een Tibetaans geestelijke.
Hij was de vierentwintigste Ganden tripa van 1575 tot 1582 en daarmee de hoofdabt van het klooster Ganden en hoogste geestelijke van de gelugtraditie in het Tibetaans boeddhisme.
Jampa Gyatso werd geboren in Zhog Drampu in Penpo in 1516. Hij werd toegelaten tot de monnikenopleiding van het Taktse Rinchengang-klooster en werd op jonge leeftijd monnik. Hier begon Jampa Gyatso de voor het kloosterleven benodigde basisopleiding, studeerde grammatica, poëzie en leerde teksten van gebeden. Daarna studeerde hij filosofie en aanverwante onderwerpen gevolgd door onderwerpen op het gebied van tantra.
Hoewel het niet in zijn biografie is vermeld, moet hij gestudeerd hebben aan de belangrijke kloosteropleidingen in U-Tsang. Gebaseerd op zijn latere staat van dienst kan hij filosofie aan Ganden, en tantra aan het Gyume-college hebben gestudeerd. Na het beëindigen van zijn studie werd hij abt van het Gyume-college, daarna van het Jangtse-college van het Gandenklooster.
In 1575 werd hij op 60-jarige leeftijd troonhouder en daarmee de 24e Ganden tripa. Hij bekleedde deze post acht jaar, tot 1582. Tijdens zijn ambtsperiode gaf hij onderricht in sutra en tantra en werkte aan de verbetering van de kloosteropleidingen van de Gelug-traditie. In 1579 begon Jampa Gyatso jaarlijks het Monlam gebedsfestival in Lhasa bij te wonen. Dat was in het jaar na het vertrek van de abt van het Drepungklooster, Sönam Gyatso, naar Mongolië waar hij als eerste de titel "dalai lama" kreeg. De aanwezigheid van Jampa Gyatso bij het gebedsfestival werd een voorbeeld voor de volgende Ganden tripa's.
Na zijn ambtsperiode als hoofdabt van Ganden, vestigde hij zich in Ngonga. Omdat hij daar als lama goed bekendstond, werd hij wel aangeduid als Choje Ngonga en als Tri Ngonga. 
Trichen Jampa Gyatso overleed in 1590 op 75-jarige leeftijd. Ter herinnering werd een zilveren stoepa voor hem gemaakt en geplaatst in een gebedszaal van het Gandenklooster.